# RK Zamet Rijeka
RK Zamet je rukometni klub iz Rijeke osnovan je 1957. godine. Natjecao se u 1. hrvatskoj rukometnoj ligi od njenog osnutka, a do tada se natjecao i u 1. ligi savezne države. U sezoni 2020./21. se natječe u 2. HRL.
Svoje najveće uspjehe ostvario je sudjelujući u finalu doigravanja rukometnog prvenstva Hrvatske, te je tri puta bio i finalist Kupa Hrvatske.

## RK Partizan (1957. – 1979.)
Klub je osnovan početkom rujna 1957. godine pod imenom Partizan (Zamet) pa se odmah uključuje u natjecanju Riječke zonske lige. Osnivači kluba bili su Josip Šarić, Stanko Jerger, Vinko Radovčić, Anton Srdoč, Boris Kinkela i Vilim Kinkela, a na inicijativu predsjednika DTO Partizana (Zamet) – Vittoria Droga.
Također se, paralelno uz mušku osniva i ženska sekcija (ŽRK Zamet). Obje djeluju u sklopu Sportskog tjelesnog društva Partizan Zamet. Uprava STD Partizana u svoj prioritetni plan je stavila stvaranje, odnosno podučavanje mladih igrača i igračica i Osnovnoj školi Ivana Čikovića Belog. Taj rad nastavnika tjelesnog odgoja dao je ubrzo rezultate, jer su nakon prve generacije iz OŠ Zamet izašle, druge i treće generacije rukometaša i rukometašica.
Tradicija se nastavila. Na tom u prvom redu iskazao se profesor Stanko Jerger, zatim Josip Jarić, a kasnije dolaze nastavnik tjelesnog Vojmir Turak, Vjekoslav Sardelić i Edo Šmit.
Od 1957. do 1974. godine bili su u sjeni svojih sjajnih klupskih kolegica. No kada su se vinuli prema zvijezdama i dokazali se dobrom igrom i pomicanjem na ljestvicama lige-

## Partizan Zamet (1980. – 1990.)
Godine 1980. Zamet više nije priznavao odluku o riječkoj kvalitetnoj piramidi donesenu 1968. da je Kvarner najbolji riječki rukometni klub. Borba oko vrha piramide trajala je dugo, od 1978. do 1982. godine, kada su Zamećani prisilili čelništvo Kvarnera (predsjednik Radomir Škorić) da popusti i prizna prednost Zameta, jer je na terenu bio uspješniji od Kvarnera. Uz potpisanu predaju Kvarner je dao Zametu njihova tri ponajbolja igrača: Borisa Škaru, Damira Čavlovića i Dragu Žiljka.
Tijekom 80-ih Zamet je igrao u Drugoj saveznoj ligi Jugoslavije iz koje su dva puta ispali (1982./83. i 1985./86.) te sezonu nakon ponovno vratili. 1984. Boris Komucki i Suzana Gustin (oboje Zamet) su proglašeni najboljim rukometašima Rijeke i Zamet je primio titulu najboljeg kluba Rukometnog saveza Rijeke.
Godine 1988. Alvaro Načinović nastupa za reprezentaciju Jugoslavije na olimpijskim igrama te se potpisuje kao prvi igrač Zameta koji je igrao za reprezentaciju.

## Zamet u samostalnoj Hrvatskoj (1990. – 1997.)
Nakon što se 1990. Hrvatska odvojila od Jugoslavije Jugoslavensko rukometno prvenstvo je ukinuto. Na klupu trenera bio je stavljen Damir Čavlović koji je nakon pola sezone zamijenjen s Dragom Žiljkom. Umjesto prvenstva hrvatski rukometaši i rukometašice su igrali turnire i tako su igrači Zameta osvojili turnir Edi Berbonića u Poreču.
U prvoj sezoni Prve HRL Zamet je osigurao drugo mjesto u ligi, titulu vice prvaka te put u Ligu prvaka. Nakon što odlaze ključni igrači Tonči Peribonio, Darko Franović, Darko Dunato Marin Mišković i Mladen Prskalo. Pred sezonu 1992./93. Zamet osvaja Hera Gold Cup u Labinu. Zamet ispada iz Lige prvaka nakon poraza gol-razlike od Pivovare Laško. 
Sezona 1992./93. uz niz loših rezultata Zamet završava na šestom mjestu pred sezonu Žiljak daje ostavku te ga Darko Dunato mijenja.
1993./94. Žiljak se vraća na kormilo i Zamet uspijeva izbjeći ispadanje iz lige. Sljedeće sezone Zamet preuzima Ivan Munitić koji nažalost ne uspijeva izbjeći ispadanje iz lige. Munitić je smijenjen Drago Žiljkom
Sezonu 1995./96. Zamet osvaja 1.B Ligu te se sljedeće se sezone vraća u 1.A ligu i osigurava peto mjesto. Tijekom prvenstva su se afirmirali igrači mladi igrači: Mirza Džomba, Nikola Blažičko, Mario Jozak, Bojan Pezelj, Robert Savković i Milan Uzelac.

## Zamet Autotrans (1997. – 2000.)
Godine 1997. – 2000. zbog sponzorstva Autotransa, klub mijenja ime u Zamet Autotrans. Dvije uspješne sezone vodi Ivan Munitić u kojim Zamet osvaja treće mjesto u Ligi te se plasira u Ligu prvaka. Tijekom ovog razdoblja za Zamet su igrali reprezentativci Alvaro Načinović, Valter Matošević, Silvio Ivandija, Vladimir Šujster, Darko Franović te mladi Renato Sulić, Ivan Vukas, Nikola Blažičko i Mateo Hrvatin.
Nažalost sezona 1999./00. loše ispada za Zamet s jedva izbjegnutim ispadanjem iz lige. Ivan Munitić je bio smjenjen nakon četvrtog kola s Damir Čavlovićem.

## Zamet Crotek (2000. – 2004.)
2000. godine Zamet opet zbog sponzorstva mijenja ime ovaj put u Zamet Crotek po firmi Teri Crotek. Godine Zamet Croteka su donijele dva finala u Hrvatskom rukometnom kupu i dva četvrta mjesta u Ligi koja su osigurala Zamet u Ligu prvaka. Damir Čavlović vodi Zamet Crotek od 2000. do 2002. te preuzima Zlatko Saračević.
2002. godine na utakmici Zamet – Lukoil Dinamo dogodila se tučnjava svih igrača na terenu, a čak i par gledatelja na tribinama su ušli i tukli igrače Lukoila. EHF-a je nakon što je pregledao snimke i argumente Lukoil Dinama, koji je ima veliku potporu svog sponzora presudila u korist ruskog kluba. Zamet je utakmicu izgubio 0:10, a kažnjen je Zlatko Saračević s godinu dana zabrane igranja međusobnih utakmica. Uz to, Riječani su godinu dana europske susrete morali igrati bez publike na svom parketu. Krivcem za tučnjavu proglašen je bio Zlatko Saračević.
Na pola sezone 2003./2004. bivši igrač Franko Mileta preuzima momčad kao trener i završavaju na četvrtom mjestu.
Tijekom ovog razdoblja istaknuli su se Renato Sulić, Borna Franić, Vladimir Ostarčević, Milan Uzelac, Mateo Hrvatin, Igor Saršon i Ivan Stevanović.

## Zamet (2003. – 2014.)
U ovom razdoblju Zamet je imao niz loših pozicija u ligi (preimenovana Premier liga ) najčešće pozicije šestog i sedmog mjesta. Treneri su bili Franko Mileta, Boris Dragičević, Drago Žiljak (treći navrat), Alen Kurbanović, Igor Dokmanović (privremeni trener) i Irfan Smajlagić. Veliki uspjeh su postigli dolaskom do finala Hrvatskog rukometnog kupa 2012. godine s kojim su se nakon deset godina plasirali u Ligu prvaka.
Za Hrvatsku reprezentaciju su igrali Ivan Pešić, Mateo Hrvatin i Jakov Gojun.
Od 2013. Marin Mišković je trener uz pomoćnika Valtera Matoševića.

## Dvorana
Od osnutka kluba utakmice su se igrale na igralištu na Zametu. Od 12. studenoga 1973. godine sve do 2009. su koristili Dvoranu Mladosti na Trsatu. Kapacitet dvorane je 3.960 gledatelja. 
Od 10. rujna 2009. koriste Športsku Dvoranu Zamet na Zametu. Dvorana ima kapacitet 2.312 gledatelja.

## Uprava
Kroz upravu RK Zamet, u prvo vrijeme – do 1970. godine prodefiliralo je mnogo rukometnih entuzijasta i volontera. Jedan od prvih bio je Vittorio Drog, zatim Drago Crnčević, prof. Ivan Brnabić, Stanko Jerger, Mladen Belušić, Zrinko Hlača, Petar Čarić, Josip Rechner, Miljenko Mišljenović, Marko Markanović, Milan Krmpotić i Petar Bracanović.
Brojni operativci kluba kroz godine: Damir Bogdanović, Marin Miculinić, Ivica Bilić. Mladen Belušić, Maria Radović, Boris Konjuha, Zlatan Lukežića, Tomislav Ćižmar i Petar Čarić.
Škola rukometa je razvijena, radi se sustavno od samog početka, a uključeni su profesori Stanko Jerfer i Vojmir Turak, zatim Vjekoslav Mišo Sardelić pa redom mnogobrojni treneri iz redova igrača. Tako su treneri mladih igrača bili Ivica Rimanić, Damir Čavlović, Željko Tomac, Željko Milanović, Valter Marković, William Černeka, Saša Sardelić, Aco Karavanić, Gojko Periša i brojni drugi.
U današnjoj upravi su predsjednik kluba Vedran Devčić, športski direktor Vedran Babić te Damir Balenović, Marinko Blečić, Ivan Krešić, Miljenko Mrakovčić, Igor Načinović, Vjekoslav, Mišo Sardelić i Goran Stašek. Od 2013. Marin Mišković je trener uz pomoćnog trenera: Valtera Matoševića, savjetnika Alvaro Načinovića, tehnika Williams Černeka i fizioterapeuta Branimir Maričevića.

## Uspjesi
| - Prva HRL - doprvaci (1): 1992. - treći (2): 1998., 1999., - Hrvatski rukometni kup - doprvaci (3): 2000., 2001., 2012. - Ekipa godine HRS-a - prvi (1): 1998. - Nagrada HOO-a Matija Ljubek - (1): 2011. - Prva B HRL - prvaci (1): 1996. - 2. savezna Liga prvaci (2): 1978., 1987. doprvaci (2): 1980., 1984. - 3. savezna liga prvaci (1): 1977 - Regionalna Primorsko-Karlovačka liga prvaci (1): 1966 - Primorsko-Istarska regionalna liga pravci (2): 1970, 1971 | - Hera Gold Cup 1992 prvaci (1): 1992 - Turnir Edi Bernobić pravci: (1): 1991. - Kup regija zapada prvaci: (1): 2010. - Festival Rukometa doprvaci (1): 2012. - Kup Primorsko-goranske županije\|Kup PGŽ - prvaci (1): 2014. |

#### Mlade kategorije
- Pionirsko Prvenstvo Hrvatske
prvaci (3): 1969, 1974, 1981

- Juniorsko Prvenstvo Hrvatske
prvaci (1): 1989, 1995

- Kadetsko Prvenstvo Hrvatske
do prvaci (1): 2008
treći (1): 1994

## Momčad
| #  | Ime                 | Godište             | Pozicija        |         |
| -- | ------------------- | ------------------- | --------------- | ------- |
| 1  | Marin Đurica        | 17. rujna 1991.     | Vratar          |         |
| 4  | Mateo Hrvatin       | 15. kolovoza 1980.  | Lijevo krilo    |         |
| 5  | Patrik Martinović   | 29. kolovoza 2000.  | Desno Krilo     |         |
| 7  | Milan Uzelac        | 30. rujna 1978.     | Desni Vanjski   | Kapetan |
| 8  | Tin Lučin           | 16. kolovoza 1999.  | Lijevi vanjski  |         |
| 9  | Viktor Stipčić      | 19. studenoga 1994. | Vanjski         |         |
| 10 | Jadranko Stojanović | /                   | Pivot           |         |
| 11 | Filip Glavaš        | 1997.               | Desno Krilo     |         |
| 12 | Fran Lučin          | 16. studenoga 2000. | Vratar          |         |
| 14 | Matija Golik        | 26. svibnja 1993.   | Srednji vanjski |         |
| 15 | Petar Jelušić       | 29. siječnja 1990.  | Lijevi vanjski  |         |
| 16 | Dario Pešić         | 1998.               | Vratar          |         |
| 17 | Raul Valković       | 2. siječnja 1989.   | Srednji vanjski |         |
| 18 | Paulo Grozdek       | 1995.               | Lijevi vanjski  |         |
| 10 | Ivan Majić          | 1996.               | Pivot           |         |
| 21 | David Šunjić        | 1998.               | Srednji vanjski |         |
| 23 | David Miličevič     | /                   | Lijevi vanjski  |         |
|    | Marin Mišković      | 5. veljače 1966.    | Trener          |         |
|    | Igor Marjanović     | /                   | Pomoćni Trener  |         |
|    | Valter Matošević    | 11. lipnja 1970.    | Trener vratara  |         |
|    | Dragan Marijanović  |                     | Fizioterapeut   |         |

## Značajni igrači
| - Stanko Jerger - Tomislav Blažić - Vilim Blažić - Mladenko Mišković - Simeon Kosanović - Željko Kosanović - Ivan Munitić - Andrija Barin - Josip Šarić - Željko Tomac - Williams Černeka - Valter Marković - Ivica Rimarić - Damir Čavlović - Boris Komucki - Drago Žiljak - Željko Milanović - Predrag Sikimić - Srećko Ponka - Dragan Straga - Valter Periša | - Darko Dunato - Marin Mišković - Dean Ožbolt ☨ - Marin Miculinić - Damir Bogdanović - Danijel Milin - Boris Dragičević - Igor Pejić - Igor Dokmanović - Sanjin Lučičanin - Eraković - Danijel Riđić - Tino Černjul - Milan Uzelac - Igor Saršon - Robert Savković | - Boris Batinić - Davor Šunjić - Mirjan Horvat - Dino Dragičević - Stjepan Krolo - Ivan Ćosić - Luka Kovačević |

## Reprezentativci
| - Jurica Lakić - Roberto Sošić - Vlado Vukoje - Alvaro Načinović - Valner Franković - Valter Matošević - Tonči Peribonio - Mladen Prskalo - Valner Franković - Darko Franović - Mirza Džomba - Nikola Blažičko - Irfan Smajlagić - Renato Sulić - Ivan Vukas - Vladimir Šujster - Silvio Ivandija - Edin Bašić - Zlatko Saračević - Božidar Jović | - Vladimir Ostarčević - Ivan Pongračić - Ivan Pešić - Jakov Gojun - Mateo Hrvatin - Ivan Stevanović - Krešimir Kozina - Marin Kružić - Tin Lučin |

## Treneri
| - 1957. – 1965. - Josip Šarić - 1965. – 1968. - Simeon Kosanović - 1969. – 1970. - Stanko Jerger - 1970. – 1979. - Mladenko Mišković ☨ - 1979. – 1980. - Ivica Rimanić - 1980. – 1981. - Jurica Lakić - 1981. – 1986. - Željko Tomac - 1986. – 1987. - Marijan Seđak - 1987. - Milan Blagovčanin - 1987. – 1988. - Vjekoslav Sardelić - 1988. – 1990. - Josip Šojat - 1990. – 1991. - Damir Čavlovć - 1991. – 1993. - Drago Žiljak - 1993. - Darko Dunato - 1993. – 1994. - Drago Žiljak - 1994. – 1995. - Ivan Munitić - 1995. – 1997. - Drago Žiljak - 1997. – 2000. - Ivan Munitić | - 2000. – 2002. - Damir Čavlović - 2002. – 2003. - Zlatko Saračević - 2004. – 2005. - Franko Mileta ☨ - 2005. – 2006. - Boris Dragičević - 2006. – 2007. - Mladen Prskalo - 2007. – 2009. - Drago Žiljak - 2009. – 2012. - Alen Kurbanović - 2012. - Igor Dokmanović - 2012. – 2013. - Irfan Smajlagić - 2013.-danas - Marin Mišković |

## Predsjednici
| - 1957. – 1968. - Vittorio Drog - 1968. – 1977. - Stanko Jerger - 1977. – 1979. - Ivan Brnabić - 1979. – 1980. - Fedor Pirović - 1980. – 1983. - Drago Crnčević - 1983. – 1985. - Petar Čarić - 1985. – 1986. - Zrinko Hlača - 1987. – 1997. - Josip Rechner - 1998. – 1999. - Milan Krmpotić - 1999. – 2001. - Marko Markanović | - 2001. – 2003. - Miljenko Mišljenović - 2003. – 2007. - Petar Bracanović ☨ - 2007. – 2014. - Zlatko Kolić - 2014.-danas - Vedran Devčić |

## Vanjske poveznice
- http://www.rk-zamet.hr/